# Ян Віткевич
Ян Віткевич (Jan Prosper Witkiewicz; 24 червня 1808 — 9 травня 1839, Санкт-Петербург) — російський офіцер, сходознавець, мандрівник, перший посланник Росії в Кабулі.
Віткевич — дядько великого польського художника, архітектора, мистецтвознавця і письменника Станіслава Віткевича (батька Станіслава Ігнація Віткевича).

## Життєпис
Народився в дрібнопомісній, спольщеній, дворянській  родині жмудського походження в містечку. Навчався в гімназії у Вільно.
У 1823 році за участь у таємній польській, антиурядовій організації «Чорні брати» був засуджений судом до віддання в солдати «без вислуги років».
З березня 1824 року розпочав службу рядовим в Орській фортеці в 5-му лінійному батальйоні Окремого Оренбурзького корпусу.
Завдяки хорошим здібностям до мов, вільно говорив німецькою, англійською, французькою, польською та російською; в короткий час опанував перською (фарсі) та говірками тюркських мов (узбецька, киргизька, чагатайська).
У 1829 році познайомився з відомим німецьким вченим і мандрівником Олександром Гумбольдтом, у якого він пробув деякий час перекладачем під час подорожі Гумбольдта по Росії. За клопотанням Гумбольдта перед військовим губернатором в Оренбурзі і владою в Санкт-Петербурзі, був у 1830 проведений в унтер-офіцери.
У 1831 році був переведений в Оренбурзьку прикордонну комісію, а в травні 1832 йому було присвоєно чин портупей-прапорщика. Крім обов'язків перекладача (в 1832 році перекладачем супроводжував по Оренбурзькому краю німецького ботаніка Лессінга), виконував доручення розвідувально-дипломатичного характеру. За дорученням голови Оренбурзької прикордонної комісії Г. Ф. Генса був спрямований вглиб казахського степу для розбору взаємних претензій між киргиз-кайсацькими (казахськими) родами. Під час цієї поїздки зібрав корисні відомості про географію цих місць і звичаї місцевого населення. Офіцером також брав участь у збройних зіткненнях з прикордонними групами киргиз-кайсаків.